# Партизанский отряд имени Христо Ботева
Партизанский отряд имени Христо Ботева (болг. Партизански отряд „Христо Ботев“) — подразделение Народно-освободительной повстанческой армии Болгарии, находившееся в ведении 2-й Пловдивской повстанческой оперативной зоны. Отряд действовал в восточной части Средна-Горы.

## История
Первые партизанские группы в районе Средне-Горы появились в 1941 году. 4 ноября была сформирована Чехларская рота, а 5 ноября — Карловская рота.
14 июля 1942 года в местечке «Хайдук конак» около деревни Чехларе бойцы объединились в партизанский отряд имени Христо Ботева. Командиром отряда был назначен Иван Самунов, помощниками командира — Колё Кичуков, Сребро Бабаков и Дечо Бутев. Партизаны заняли в городе Карлово фабрику по производству колбас для нужд вермахта и село Бабек, а также участвовали в перестрелке около села Славянин.
С 21 июня 1943 года командиром отряда был Дечо Бутев, комиссаром — Кою Коев. Отряд был реорганизован: в его составе появилось пять рот. Он провёл ряд операций (как карательных, так и в плане снабжения) в населённых пунктах Пыдарско, Брезово, Александрово, Вырбен, Винарово, вершина Хайдут, Тилистник, Стрелци, Чехларе, Богдан и т. д..
С 3 октября 1943 года командиром отряда был Стою Неделчев-Чочоолу. 27 октября 1943 года правительственные части начали блокаду Средногорья, вследствие чего партизаны понесли большие потери. В то же время отряд достиг численность в 600 человек, став крупнейшим в 1943 году партизанским подразделением. Близ сёл Малко-Дряново и Бабек партизаны разгромили полицейские части. Также они провели тройные акции (атаки одновременно на три деревни) — Калояново—Голям-Дол—Брезово, Спасово—Малко-Шивачево—Яздач и многие другие.
В ходе зимнего наступления правительственных войск отряд потерял 80 бойцов из 1-й и 3-й дружин (убитыми, ранеными и пленными). С декабря 1943 года отрядом командовал Сребро Бабаков. Отряд сражался против армейских частей при селе Долно-Ново-Село.
Весной 1944 года отряд перегруппировался и активизировал свою деятельность. Он проводил боевые акции в сёлах Тюркмен, Меричлери, Калековец и Стряма. Вёл бой против полицейских подразделений в районе Зюмбюлюка. Атаковал в рамках четверной акции населённые пункты Горно-Черковиште (вокзал), Калояново, Бабек и Дрангово.
15 июля 1944 года отряд был преобразован в 1-ю Средногорскую бригаду имени Христо Ботева.

## Марш отряда
Боевой марш отряда основан на основе мелодии русской партизанской песни «По долинам и по взгорьям». Автор текста — Кою Коюев (Боцман). Позже был маршем 1-й Среднегорской бригады имени Христо Ботева.
По долини и рътлини

По средногорски върхове

Бродим млади партизани

Все народни синове...

И в борбата с фашизма

Така ние ще се калим,

Ще нараснем, ще закрепнем

Ще се сплотим като един.

На германските фашисти

Нищичко не ще дадем.

А пък техните лакеи

С куршум ще наградим.

Със крилете на орлите

Ние летим сред нощта,

Нападаме и рушиме

И се губим без следа...

Опора сме на народа,

Наш поддръжник ни е той,

Че се борим за свобода

Да запазим труда свой.

А над нашите полета

Ново слънце ще изгрей.

В тракторните колелета

Колективът ще запей.

## Командный состав
| Командование отряда имени Христо Ботева                                      | Командование отряда имени Христо Ботева   | Командование отряда имени Христо Ботева | Командование отряда имени Христо Ботева | Командование отряда имени Христо Ботева | Командование отряда имени Христо Ботева |
| Должность                                                                    | Имя                                       | Период                                  |                                         |                                         |                                         |
| ---------------------------------------------------------------------------- | ----------------------------------------- | --------------------------------------- | --------------------------------------- | --------------------------------------- | --------------------------------------- |
| Командиры                                                                    | Иван Колев Самунев (Выжаров)              | 14 июля 1942 — 22 июля 1943             |                                         |                                         |                                         |
| Командиры                                                                    | Дечо Петров Бутев (Штокман)               | 22 июля — 3 октября 1943                |                                         |                                         |                                         |
| Командиры                                                                    | Стою Неделчев (Чочоолу)                   | 3 октября 1943 — 15 июля 1944           |                                         |                                         |                                         |
| Комиссары                                                                    | Колю Атанасов Кичуков (Зоню)              | 14 июля 1942 — 7 апреля 1943            |                                         |                                         |                                         |
| Комиссары                                                                    | Кою Стоянов Коев (Боцмана)                | 22 июля 1943 — май 1944                 |                                         |                                         |                                         |
| Комиссары                                                                    | Никола Димитров Балканджиев (Полски)      | 6 мая — 15 июля 1944                    |                                         |                                         |                                         |
| Помощники командира                                                          | Тодор Денев Брынков (Карата)              | 22 июля 1943 — не вступил в должность   |                                         |                                         |                                         |
| Помощники командира                                                          | Сребрю Иванов Бабаков (Морозов)           | 29 июля 1943 — 15 июля 1944             |                                         |                                         |                                         |
| Начальник штаба                                                              | Христо Георгиев Каламов (Бранислав)       | май — 15 июля 1944                      |                                         |                                         |                                         |
| ???                                                                          | Коста Ламбрев Динев (Камен)               | апрель — 15 июля 1944                   |                                         |                                         |                                         |
| Интендант                                                                    | Иван Нанев Иванов (Бако)                  | июль 1943 — 15 июня 1944                |                                         |                                         |                                         |
| Представитель БРП                                                            | Слави Стойков Чакыров                     | 14 июля 1942                            |                                         |                                         |                                         |
| Представитель РМС                                                            | Гено Стойков Генов                        | 14 июля 1942 — 15 июня 1944             |                                         |                                         |                                         |
| Роты партизанского отряда имени Христо Ботева                                |                                           |                                         |                                         |                                         |                                         |
| Рыжево-Конарская рота                                                        |                                           |                                         |                                         |                                         |                                         |
| Командир                                                                     | Таню Караджов (Любен)                     | 15 ноября 1942 — 15 мая 1943            |                                         |                                         |                                         |
| Комиссар                                                                     | Колю Гетов                                | 15 ноября 1942 — 15 мая 1943            |                                         |                                         |                                         |
| Стрямская рота                                                               |                                           |                                         |                                         |                                         |                                         |
| Командир                                                                     | Запрян Иванов Кичуков (Левский)           | февраль — 23 июля 1943                  |                                         |                                         |                                         |
| Комиссар                                                                     | Димитр Тодоров Кривчев (Македонский)      | февраль — 20 июня 1943                  |                                         |                                         |                                         |
| Беговская рота                                                               |                                           |                                         |                                         |                                         |                                         |
| Командир                                                                     | Янко Тодоров Дамбулев (Дойчин)            | февраль 1943 — 9 сентября 1944          |                                         |                                         |                                         |
| Комиссар                                                                     | Михаил Денков Панев (Камен)               | февраль 1943 — 9 сентября 1944          |                                         |                                         |                                         |
| Пыдарская рота                                                               |                                           |                                         |                                         |                                         |                                         |
| Командир                                                                     | Георги Апостолов (Македонский)            |                                         |                                         |                                         |                                         |
| Дружины и роты отряда имени Христо Ботева (с 3 октября 1943 по 15 июля 1944) |                                           |                                         |                                         |                                         |                                         |
| 1-я дружина                                                                  |                                           |                                         |                                         |                                         |                                         |
| Командир                                                                     | Тошо Атанасов Танев (Тимошкин)            | 15 октября 1943 — 15 июля 1944          |                                         |                                         |                                         |
| Комиссар                                                                     | Христо Банов Пеев (Ачкурин)               | 3 октября 1943 — 15 июля 1944           |                                         |                                         |                                         |
| Роты 1-й дружины                                                             |                                           |                                         |                                         |                                         |                                         |
| 1-я рота                                                                     |                                           |                                         |                                         |                                         |                                         |
| Командир                                                                     | Пеню Стоилов Авуски (Графа)               | 22 июля 1943 — 15 июля 1944             |                                         |                                         |                                         |
| 2-я рота                                                                     |                                           |                                         |                                         |                                         |                                         |
| Командир                                                                     | Петко К. Петков (Черкеза, Стако)          | 3 октября 1943 — 15 июля 1944           |                                         |                                         |                                         |
| 3-я чета                                                                     |                                           |                                         |                                         |                                         |                                         |
| Командир                                                                     | Тодор Денев Нанев (Карата)                | 3 октября — 15 ноября 1943              |                                         |                                         |                                         |
| 4-я рота                                                                     |                                           |                                         |                                         |                                         |                                         |
| Командир                                                                     | Кирил Милчев Димитров (Дыбенко)           | 3 октября — 15 ноября 1943              |                                         |                                         |                                         |
| Комиссар                                                                     | Сребрю Желев Мавров                       | 15 ноября — 20 декабря 1943             |                                         |                                         |                                         |
| 5-я рота                                                                     |                                           |                                         |                                         |                                         |                                         |
| Командир                                                                     | Атанас Стоилов Вранчев (Кренкел, Доктора) | май — 23 сентября или 3 ноября 1943     |                                         |                                         |                                         |
| Интендантская рота                                                           |                                           |                                         |                                         |                                         |                                         |
| Командир                                                                     | Сребрю Колев Стойновски (Цветан, Дойчин)  | 15 ноября 1943 — 22 июня 1944           |                                         |                                         |                                         |